# 革叶垂头菊
革叶垂头菊（学名：Cremanthodium coriaceum）是菊科垂头菊属的植物，为中国的特有植物。分布于中国大陆的云南等地，生长于海拔3,000米至4,000米的地区，多生在石坡、山坡、草地及高山草地，目前尚未由人工引种栽培。